# Дріжджі Arxula adeninivorans
Arxula adeninivorans (Blastobotrys adeninivorans) - диморфні дріжджі з незвичними характеристиками.

## Історія
У 1984 році Middelhoven описав вид дріжджів, який був виділений із ґрунту методом культивування. Спочатку вид позначався як Trichosporon adeninivorans.Цей штам демонструє незвичну біохімічну діяльність. Було показано, що він асимілює аденін та кілька інших пуринових сполук як єдине джерело вуглецю та енергії. Більше того, він росте за рахунок кількох амінів. Другий штам цього виду, Ls3 (PAR-4), походить із Сибіру. Він був виділений під час виробництва одноклітинного білка з гідролізатів деревини.
У 1990 р. Ще три штами adeninivorans були виділені з подрібненого стебла кукурудзи в Нідерландах. Чотири штами одного і того ж виду також були знайдені в багатих гумусом ґрунтах на півдні Африки.
Нещодавно A. adeninivorans було перейменовано на Blastobotrys adeninivorans після детального філогенетичного порівняння з іншими спорідненими видами дріжджів. Однак багато вчених прагнуть зберегти популярну назву A. adeninivorans.

## Характеристики
Усі штами A. adeninivorans мають незвичну біохімічну активність, здатні засвоювати цілий ряд амінів, аденін (звідси і назва A. adeninivorans) та деякі інші пуринові сполуки як єдине джерело енергії та вуглецю, всі вони мають  здатність до асиміляції нітратів, термостійкі (вони можуть рости при температурі до 48 ° C або 118 ° F). Особливістю біотехнологічного впливу є температурно-залежний диморфізм. При температурі вище 42 ° C (108 ° F) індукується оборотний перехід від клітин, що брунькуються до міцеліальних форм. Брунькування відновлюється, коли температура вирощування знижується нижче 42 ° C (108 ° F).

## Біотехнологічний потенціал
Описані вище незвичайні характеристики роблять вид A. adeninivorans дуже привабливими для біотехнологічних застосувань. З одного боку, він є джерелом для багатьох ферментів з цікавими властивостями та відповідних генів, наприклад, глюкоамілази [Архівовано 24 червня 2021 у Wayback Machine.], танази, ліпази, фосфатаз та багатьох інших. З іншого боку, це дуже стійкий і безпечний організм, який може бути використаний в генетичній інженерії для виробництва не власних білків. Відповідні штами-господарі можуть бути трансформовані за допомогою плазмід.
Ось два приклади рекомбінантних штамів та їх застосування: в обох випадках кілька плазмід з різним чужорідним геном були введені в дріжджі.
У першому випадку цей рекомбінантний штам дріжджів набув здатності виробляти природні пластмаси, а саме PHA (полігідроксиалканоати). Для цього в цей організм потрібно було перенести новий спосіб синтезу сполук, який складається з трьох ферментів. Відповідні гени phbA, phbB та phbC були виділені з бактерії Ralstonia eutropha та інтегровані в плазміди. Ці плазміди були введені в організм. Отриманий рекомбінантний штам зміг утворити матеріал пластику.
У другому прикладі розроблено біосенсор для виявлення естрогенної активності у стічних водах. У цьому випадку імітували шлях дії естрогенів у природі. Спочатку був введений ген рецептора естрогену людини альфа (hERalpha), що містився в першій плазміді. Білок, кодований цим геном, розпізнає і пов'язує естрогени.Потім комплекс зв’язується з другим геном, що містився у другій плазміді і активувався після зв’язування. У цьому випадку генна послідовність гена-репортера (генний продукт можна легко відстежувати за допомогою простих аналізів) була злита з контрольною послідовністю (промотором), що реагує на комплекс естроген / рецептор. Такі штами можна культивувати в стічних водах і у наші часи, і естрогени, присутні в таких зразках, можуть бути легко визначені кількістю продукту гена-репортера.